# Крамер, Иоганн Андреас
Иоганн Андреас Крамер (нем. Johann Andreas Cramer; 27 января 1723, Йёштадт (Рудные горы) — 12 июня 1788, Киль) — немецкий поэт, теолог.
Профессор богословия в Копенгагене, затем куратор Кильского университета. Известен преимущественно своими духовными одами и церковными песнями («Sämmtliche Gedichte» (1782—1883), в которых больше декламации, чем искреннего чувства.
Сыновья Крамера — немецкий писатель Карл Фридрих.